# Mehrzwecktransportfahrzeug mit Ladehilfe

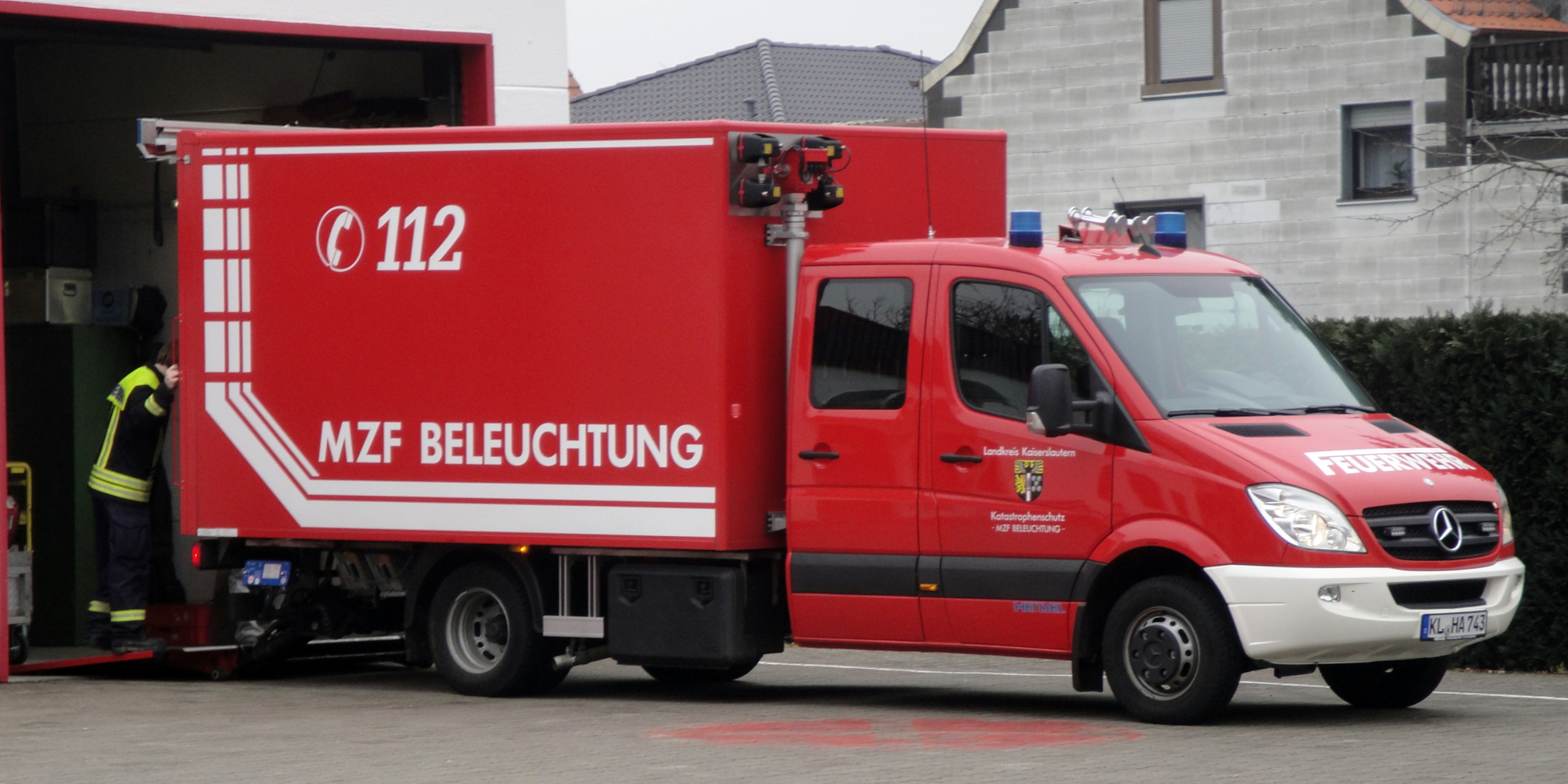
MZF Beleuchtung der Freiwilligen Feuerwehr Hauptstuhl

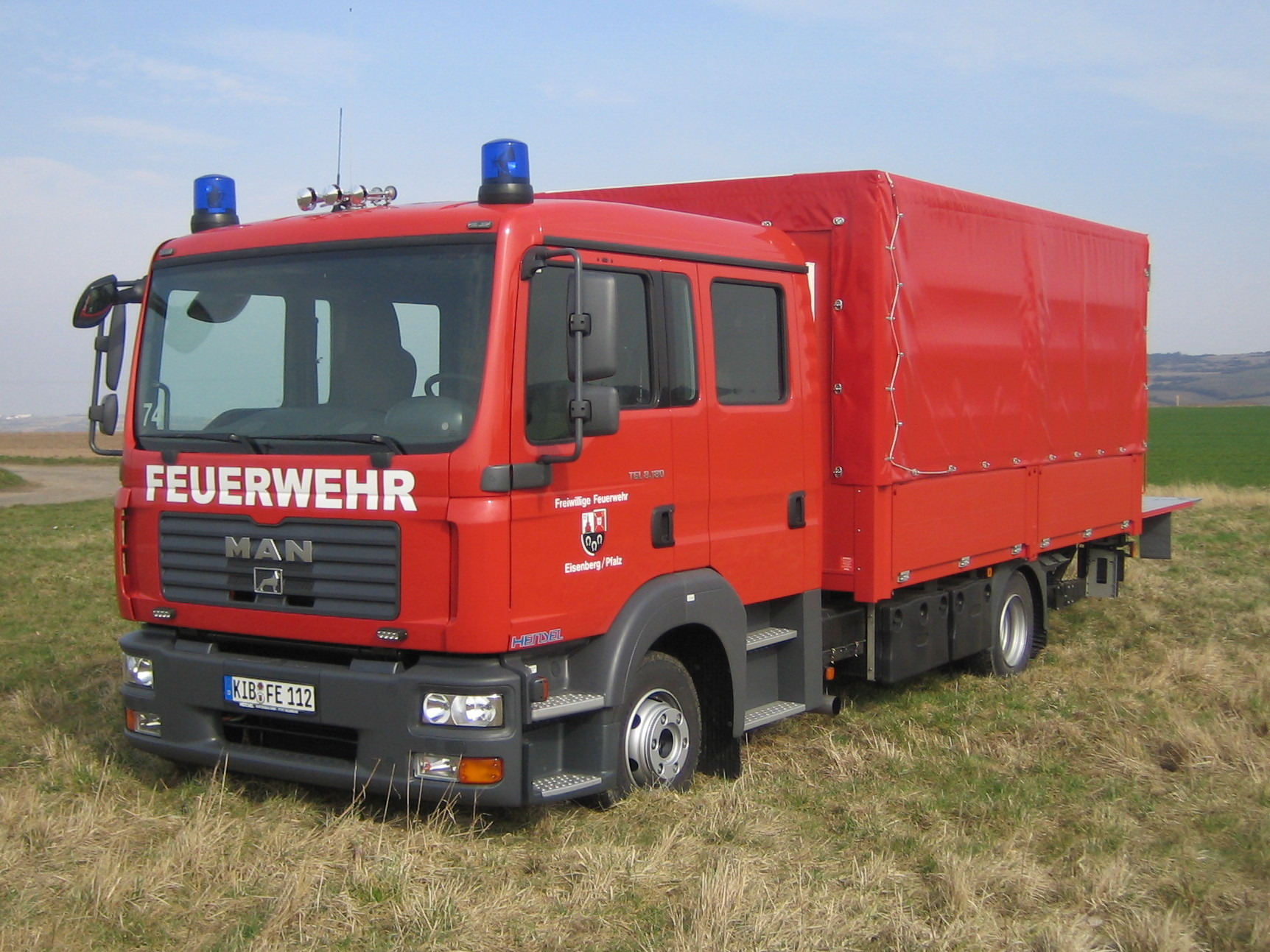
MZF 2 (RP)

Das  Mehrzwecktransportfahrzeug mit Ladehilfe, kurz MZF (RP), ist ein „Sonstiges Feuerwehrfahrzeug“ im Sinne der Europäischen Norm EN 1846-1, geeignet zur Aufnahme von mindestens einem Trupp (1/2 = 3 Mann) und einer nachstehend aufgeführten feuerwehrtechnischen Beladung. Es stellt einen Sonderfall der Fahrzeugklasse der Mehrzweckfahrzeuge dar und ist nach der Technischen Richtlinie Nr. 5 des Landes Rheinland-Pfalz genormt.
Mehrzwecktransportfahrzeuge sollen als Nachschubfahrzeuge benötigte Geräte und Sonderlöschmittel transportieren. Hierzu sollen sie universell einsetzbar sein. Mit fest zugeordneter Beladung können MZF (RP) zum Beispiel als Gerätewagen Atemschutz oder als Schlauchwagen eingesetzt werden bzw. zu diesen Fahrzeugen weiterentwickelt werden. Mehrzwecktransportfahrzeuge dienen unter anderem auch als Basis für Gerätewagen Betreuung, Gerätewagen Sanität und Gerätewagen Verpflegung in der jeweils landesspezifischen Version.
| Ausführung Bezeichnung | Besatzung                | zul. Gesamtmasse (kg) | Länge (mm) | Breite (mm) | Höhe (mm) | Elektrohydraulische /- pneumatische Ladehilfe | Elektrohydraulische /- pneumatische Ladehilfe | Aufn. von Rollcontainer Paletten (1200 × 800 mm) |
| ---------------------- | ------------------------ | --------------------- | ---------- | ----------- | --------- | --------------------------------------------- | --------------------------------------------- | ------------------------------------------------ |
| Ausführung Bezeichnung | Besatzung                | zul. Gesamtmasse (kg) | Länge (mm) | Breite (mm) | Höhe (mm) | Mindest-Hubkraft vorzugsweise (kN)            | Unterbringung                                 | Aufn. von Rollcontainer Paletten (1200 × 800 mm) |
| MZF 1                  | vorzugsw. Staffel (1/5)  | 4.750                 | 6.400      | 2.200       | 2.900     | 3                                             | hinten                                        | 1                                                |
| MZF 2                  | Trupp (1/2) oder Staffel | 7.500 (9.000)         | 8.000      | 2.550       | 3.300     | 10                                            | hinten                                        | 4                                                |
| MZF 3                  | Trupp oder Staffel       | 16.000                | 8.300      | 2.550       | 3.300     | 10                                            | hinten                                        | 6                                                |

Für das MZF (RP) ist nur ein serienmäßiges Fahrgestell zulässig. Die maximale Geschwindigkeit des MZF (RP) muss auf 100 km/h (MZF 1 mit 120 km/h) begrenzt sein. Für die technischen Anforderungen an das Fahrgestell und an den Aufbau sowie für den Anstrich und die Beschriftung gelten EN 1846 und DIN-Norm DIN 14502 sowie die „Anforderungen an Feuerwehrfahrzeuge in Rheinland-Pfalz“, die vom Ministerium des Innern und für Sport ergänzend zur EN 1846-2 erstellt wurden.
Neben der Verwendung bei der Feuerwehr existieren beim THW ähnliche Fahrzeuge unter dem Namen Mannschaftslastwagen.